# Średnia Kopa (Wzgórza Lewińskie)
Średnia Kopa (niem. Mittel Koppe, 746/7 m n.p.m.) – szczyt  w południowo-zachodniej Polsce, w Sudetach Środkowych, w paśmie Wzgórz Lewińskich, na północ od wsi Kulin Kłodzki.